# Ditassa nigrescens
Ditassa nigrescens là một loài thực vật có hoa trong họ La bố ma. Loài này được (E.Fourn.) W.D.Stevens mô tả khoa học đầu tiên năm 2005.